# Élections législatives italiennes de 1895
Les élections législatives italiennes de 1895 (en italien : Elezioni politiche italiane del 1895) ont lieu du 26 mai 1895 au 2 juin 1895.
Elles font suite à la dissolution du parlement le 13 janvier 1895 voulue par Crispi, dont elles renforcent la majorité.

## Partis et chefs de file
| Parti | Parti                     | Idéologie                              | Chef de file      |
| ----- | ------------------------- | -------------------------------------- | ----------------- |
|       | Gauche historique         | Libéralisme, Centrisme                 | Francesco Crispi  |
|       | Droite historique         | Conservatisme, Monarchisme             | Antonio di Rudinì |
|       | Extrême gauche historique | Radicalisme, Républicanisme            | Felice Cavallotti |
|       | Parti socialiste italien  | Socialisme, Socialisme révolutionnaire | Andrea Costa      |

## Résultats
| Parti                               | Parti                               | Voix      | %     | Sièges | +/-        |
| ----------------------------------- | ----------------------------------- | --------- | ----- | ------ | ---------- |
|                                     | Gauche historique                   | 713 812   | 58,57 | 334    | 11         |
|                                     | Droite historique                   | 263 315   | 21,61 | 104    | 11         |
|                                     | Extrême gauche historique           | 142 356   | 11,68 | 47     | 9          |
|                                     | Parti socialiste italien            | 82 523    | 6,77  | 15     |            |
|                                     | Autres                              | 16 761    | 1,37  | 8      | 28         |
| Votes invalides/blancs              | Votes invalides/blancs              | 37 477    |       |        |            |
| Total                               | Total                               | 1 256 244 | 100,0 | 508    | stagnation |
| Électeurs enregistrés/participation | Électeurs enregistrés/participation | 2 120 185 | 59,25 |        |            |